# Simocyoninae
Sous-famille
Les Simocyoninae (simocyoninés en français) constituent une sous-famille fossile de mammifères de l'ordre des carnivores.
Ils ont vécu au Miocène inférieur et moyen, soit il y a environ entre 23,03 et 11,63 millions d'années. Leurs fossiles ont été découverts en Europe, aux États-Unis et au Pakistan.

## Liste des genres
Selon BioLib (4 mai 2019) :
- genre Actiocyon Stock, 1947 †
- genre Alopecocyon Camp & Vanderhoof, 1940 †
- genre Simocyon Wagner, 1858 †

Selon Paleobiology Database (4 mai 2019) :
- genre Actiocyon
- genre Alopecocyon